# Estación de Saint-Fargeau (Metro de París)
Saint-Fargeau es una estación de la línea 3 bis del metro de París situada en el 20º distrito de la ciudad.

## Historia
La estación formaba parte en origen de la línea 3 hasta que en 1971, el tramo Porte des Lilas-Gambetta se separó del resto de la línea al prolongarse hacia la localidad vecina de Bagnolet. Este tramo cambió entonces su denominación a 3 bis.
Su nombre hace referencia a Louis-Michel Lepeletier de Saint-Fargeau (1760-1793), noble que se convirtió en revolucionario durante la Revolución francesa votando la ejecución de Luis XVI, lo que le costó ser asesinado, ese mismo día, por el monárquico Philippe Nicolas Marie de Pâris.

## Descripción
Se compone de dos vías y de dos andenes de 75 metros de longitud.
Está diseñada en bóveda elíptica revestida completamente de los clásicos azulejos blancos biselados del metro parisino, con la única excepción del zócalo que es de color marrón.Los paneles publicitarios emplean un fino marco dorado con adornos en la parte superior. 
Su iluminación ha sido renovada empleando el modelo vagues (olas) con estructuras casi adheridas a la bóveda que sobrevuelan ambos andenes proyectando la luz en varias direcciones.
La señalización por su parte usa la tipografía CMP donde el nombre de la estación aparece sobre un fondo de azulejos azules en letras blancas. Por último, los asientos de la estación, son blancos, individualizados y de tipo Motte.

## Accesos
Dispone de un único y peculiar acceso, similar al de la estación de Pelleport, situado en el número 112 de la avenida Gambetta.